# Delegation der Deutschen Wirtschaft in Serbien
Die Deutsch-Serbische Wirtschaftskammer gehört zum Netzwerk der Deutschen Auslandshandelskammern (AHK), das Präsenzen in über 80 Ländern hat. Das Delegiertenbüro der Deutschen Wirtschaft in Serbien mit Sitz in Belgrad wurde im Jahr 2001 eröffnet.

## Organisation
Die Deutsch-Serbische Wirtschaftskammer ist aus der „Delegation der Deutschen Wirtschaft in Serbien“ hervorgegangen, da die Gründung einer Auslandshandelskammer in Serbien rechtlich lange Zeit nicht möglich war. Die Kammer wird durch Einnahmen aus den angebotenen Dienstleistungen der Serviceabteilung DEInternational sowie durch einen Zuschuss des Bundesministeriums für Wirtschaft und Technologie finanziert.

## Funktion
Die Kammer sieht sich als erste Anlaufstelle und Dienstleistungszentrum für deutsche Unternehmen, die sich in Serbien engagieren wollen und umgekehrt. Die zentrale Aufgabe des Delegiertenbüros der Deutschen Wirtschaft in Belgrad ist die Förderung des deutsch-serbischen Handels und von Investitionen, die Interessenvertretung ihrer Mitglieder sowie Unterstützung bei der Markterschließung, Marktbearbeitung und Geschäftsanbahnung.

## Dienstleistungen
Die Servicegesellschaft DE International bietet Dienstleistungen an, welche die Erschließung der beiden Märkte erleichtern sollen. Zu diesen Serviceleistungen gehören:
- Geschäftspartnervermittlung und Firmenkontakttreffen
- Adressrecherche
- Branchenberichte und Marktstudien
- Organisation von Geschäftsreisen
- Investitionsmöglichkeiten und Rechtsauskünfte
- Firmen-/Bonitätsauskünfte
- Übersetzungen / Dolmetschen
- Anzeigenschaltung

## Deutsche Wirtschaftsvereinigung in Belgrad
Die Deutsche Wirtschaftsvereinigung in Belgrad (DWB) wurde auf Initiative des Delegiertenbüros der Deutschen Wirtschaft (DIHK) und zahlreicher deutscher Unternehmen vor Ort Ende 2003 gegründet. Sitz der DWB ist das Büro der Delegation der Deutschen Wirtschaft.
Sie umfasst derzeit über 120 Mitglieder. Der Vorstandsvorsitzende ist Ernst Bode von Messer Technogas Serbien. Die DWB versteht sich als Interessenvertretung der bilateral – zwischen Deutschland und Serbien – tätigen Unternehmen. Durch die Unterstützung des Delegiertenbüros bildet sie ein Netzwerk im weltweiten deutschen Auslandshandelskammernetz.
Die DWB bietet ihren Mitgliedern Veranstaltungen wie beispielsweise ein monatliches Members Dinner, bei dem Gastredner aus Politik und Wirtschaft zu hören sind, einmal jährlich ein Sommerfest sowie weitere Events, die zum Informationsaustausch und zum Networking einladen.
Um die Kommunikation zwischen deutschen und serbischen Unternehmen weiter zu fördern, bietet die DWB zudem, in Zusammenarbeit mit dem Belgrader Goethe-Institut, Sprachkurse an.